# Hucking
Hucking – wieś i civil parish w Anglii, w Kent, w dystrykcie Maidstone. W 2001 civil parish liczyła 64 mieszkańców.